# 築山古墳 (大和高田市)

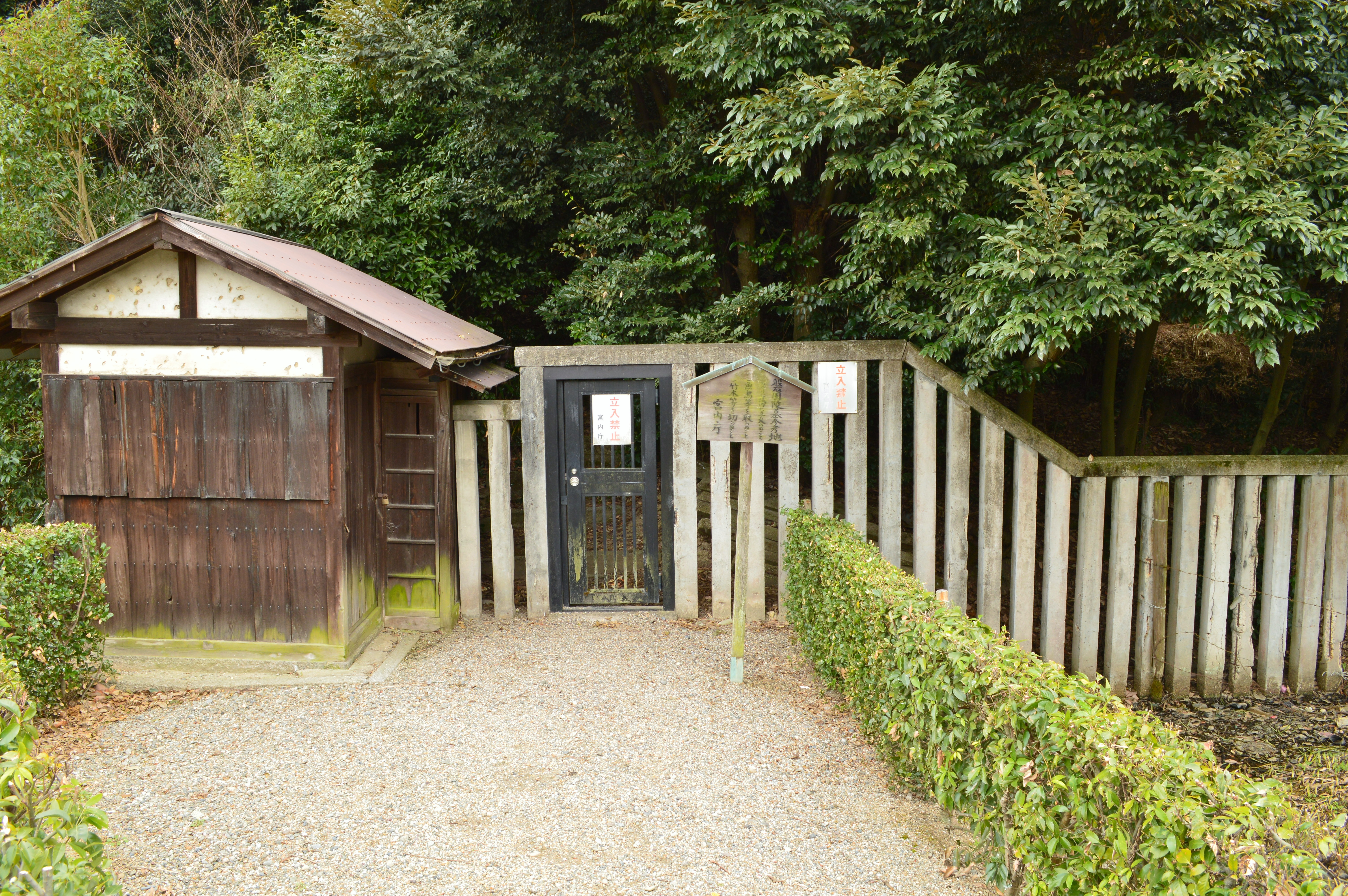
磐園陵墓参考地 拝所

築山古墳（つきやまこふん）は、奈良県大和高田市築山字城山にある古墳。形状は前方後円墳。馬見古墳群を構成する古墳の1つ（南群の盟主墳）。
実際の被葬者は明らかでないが、宮内庁により「磐園陵墓参考地」（被葬候補者：第23代顕宗天皇）として陵墓参考地に治定されている。

## 概要

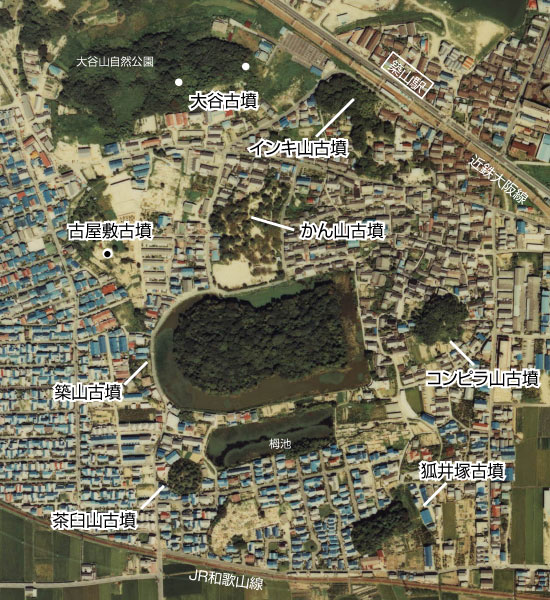
築山古墳とその周辺の古墳群。

宮内庁が磐園（いわぞの）陵墓参考地として管理しているため、一般市民は立入ることは出来ない。墳丘長は210mあり、後円部径は120m、前方部幅は105mである。情報は少ないが、採集された埴輪片から、4世紀後半の築造が考えられている。
墳丘の段築については、詳しい調査が行われていないが、前方部二段築成・後円部三段築成、前方部三段築成・後円部三段築成、前方部三段築成・後円部四段築成等の説がある。
歴史的には不明であるが、南西約300m離れた名倉北池（平田荘の有力武士である万歳氏の城跡：付近に池田遺跡がある。）と同様に、城として使用された可能性があり、すぐ南方にも城と関係を推測させる馬場崎と言う場所がある。
また、墳丘上にも小道が巡っており、墳丘の元の形が崩れている。周濠に掛かる外堤は後円部北方にあり、また、北方の周濠は外側から埋め立てられて細く変形しており、本来の周濠は南北対称であったと思われる。墳丘の後円部と前方部の接合部である南側だけに、外観から造り出しの存在が確認できる。
蒲生君平の山陵志では、南にある全長75mの前方後円墳である狐井塚古墳（現　陵西（おかにし）陵墓参考地）と共に、武烈天皇陵と顕宗天皇陵に比定されている。古地図には、共に片岡石杯岡（かたおかのいわつきのおか）の北陵・南陵として記されてもおり、付近の地名である磐園（いわぞの）や、磐築橋（いわつきばし：東方の高田川にかかる橋）の名のいわれと思われる。また、江戸時代には墳丘上に、埴輪が散乱し、大穴があったことが知られており、既に盗掘されていると考えられる。
折口信夫も付近の友人宅に滞在し、村人の誇り高さに感銘を受けると共に、被葬者の推定を行っているが、結論は出していない。特に折口の築山古墳に対する愛着は尋常でなく、當麻寺参詣と共に度々訪れ、自分を蒲生君平、伴林光平、川路聖謨に続くと「新撰山陵志」（昭和13年12月『紀元二千六百年』第一巻十二号）に書き、古墳がある築山の里を「尊い地」、「聖地」とまで書いている。「古い由緒を伝える村」と書いていることから、何か伝承を見聞していた可能性がある。また、「帝室陵墓伝説地」に築山古墳が指定された折、「狂喜した」と言っている。
墳丘の中心軸の延長線について、後円部方向は二上山の南にある竹之内街道の峠付近を通り、前方部方向は箸墓や檜原神社付近を通る。少し外れるが、三輪山方向でもあり、前方部東方向には直径95mの近畿最大の円墳であるコンピラ山古墳がある。コンピラ山古墳は、航海守護として知られる金毘羅神社が墳丘上に祀ってあったことから名がついたもので、三輪山大神神社の大物主神と祭神が同じであるのは興味深い。
また、築山古墳の周堤帯とコンピラ山古墳の間に数mの段差があり、それが、南に築山古墳を囲む形で延びており、一部は栂池という名の池となっている。これは、築山古墳の2重濠の痕跡と推定されている。
築山古墳は、多くの大小古墳に囲まれており、築山駅前すぐ南のインキ山古墳（前方後円墳）、大谷山自然公園の中に残る複数の古墳、かん山古墳（築山古墳の北にある築山児童公園内：帆立貝式前方後円墳）、古屋敷古墳（築山古墳の西北：石室露出）、茶臼山古墳（築山古墳の南西：直径50mの円墳）、前述の狐井塚古墳（築山古墳の南東）、コンピラ山古墳（築山古墳の東）等がある。
関係性があると思われるが、築山駅北側にも黒石山の黒石支群、エガミ田支群、モエサシ支群　等の多くの古墳が有り、新山古墳もある。
また、明治時代に黒石山の古墳の盗掘嫌疑で村人の事情聴取が行われた（結果無罪）が、小さな古墳の被葬者の名でさえ、その時は忘れられていたが、元々言い伝えがあったことが判る。築山古墳に関係する家伝等の調査が望まれる。